# 1966 في السودان
فيما يلي قوائم الأحداث التي وقعت خلال عام 1966 في السودان.

## سياسة

### تعيين في المنصب
- 27 يوليو – الصادق المهدي رئيس وزراء السودان.

## كتب
من الكتب التي صدرت هذه السنة في السودان:
- 1 يناير – موسم الهجرة إلى الشمال من تأليف الطيب صالح.

## مواليد

### يناير
- 1 يناير – نوال نور

### فبراير
- 4 فبراير – عادل عبد العاطي سياسي سوداني.